# 長楽寺 (宇都宮市)
長楽寺（ちょうらくじ）は、かつて栃木県宇都宮市下河原にあった時宗一向派の寺院。本尊は阿弥陀如来。開基（創立者）は宇都宮満綱、開山は忍阿上人。現在、国の重要文化財に指定されている銅造阿弥陀如来坐像（汗かき阿弥陀）は、当寺の本尊として造立されたものといわれる。

## 沿革
- 1405年（応永12年）頃 - 宇都宮家第12代当主の宇都宮満綱によって建立。宇都宮家の菩提寺となる。開山は一向寺の忍阿上人。
- 1619年（元和5年）頃 - 宇都宮城の改修工事に伴い、現･市内下河原から西原に移される。
- 1869年（明治2年）- 廃寺となる。本尊は一向寺に現存。